# Kaa
Kaa es un personaje ficticio de las historias de El libro de la selva escritas por Rudyard Kipling. Es una serpiente gigante de 9,1 metros de largo.
En los libros y en muchas de las adaptaciones cinematográficas, Kaa es un aliado del protagonista Mowgli, actuando como un amigo y un mentor de confianza o figura paterna junto a Bagheera y Baloo. Sin embargo, las adaptaciones cinematográficas de Disney lo retratan como un antagonista secundario que intenta comerse a Mowgli.

## Historias de Mowgli de Kipling

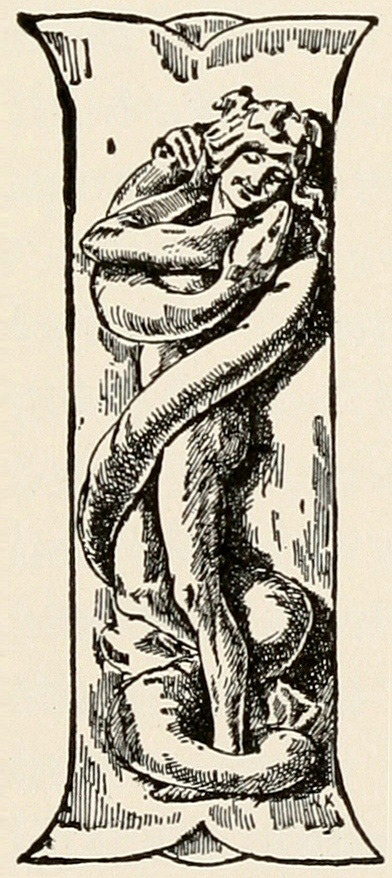
Letra I mayúscula estilizada que aparece en la primera página del capítulo "Perro Rojo" y que representa a Mowgli y Kaa.

Kaa, que se presentó por primera vez en la historia "La caza de Kaa" en El libro de la selva, es una serpiente enorme y poderosa, de más de 100 años y todavía en su mejor momento. En "La caza de Kaa", Bagheera y Baloo piden la ayuda de Kaa para rescatar a Mowgli cuando el cachorro humano es secuestrado por los Bandar-log (monos) y llevado a una ciudad humana abandonada llamada las Guaridas Frías. Kaa derriba la pared del edificio en el que está prisionero Mowgli y usa su hipnosis serpentina para atraer a los monos hacia sus mandíbulas que los esperan. Bagheera y Baloo también están hipnotizados, pero Mowgli es inmune porque es humano y rompe el hechizo sobre sus amigos.

## Adaptaciones

### Adaptación de Disney

#### Película animada de 1967 y secuelas

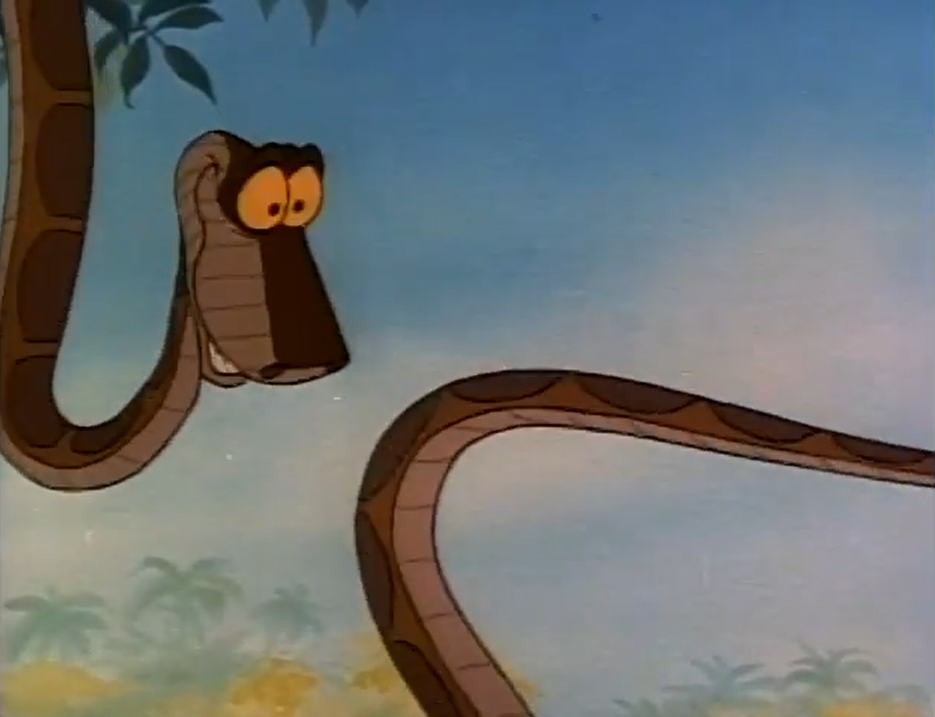
Kaa en la película animada de 1967.

Kaa aparece en la adaptación animada de 1967 de Walt Disney Productions. Esta versión de Kaa es reelaborada como un antagonista, ya que Walt Disney sintió que el público no simpatizaría con un personaje de serpiente. La voz de Kaa fue proporcionada por Sterling Holloway en su versión original en inglés.
Kaa encuentra a Mowgli en un árbol una noche y, en lugar de una danza serpentina como en la novela, usa sus ojos hipnóticos para adormecer a Mowgli y dejarlo profundamente dormido. Kaa casi se come a Mowgli antes de que Bagheera se despierte cerca, lo note y lo abofetee, despertando a Mowgli. Kaa toma represalias hipnotizando a Bagheera, pero Mowgli empuja a Kaa fuera del árbol, lo que lo hace desenredarse violentamente. Kaa se encuentra con Mowgli nuevamente más tarde en la película y, una vez más, lo hipnotiza en rápida sucesión, esta vez usando su canción "Trust in Me" para adormecerlo profundamente, aunque debe esconderlo cuando Shere Khan le pregunta si ha visto al niño. Shere Khan le hace jurar a Kaa que le avisará cuando encuentre a Mowgli y se marcha, aunque Mowgli finalmente se despierta y empuja a Kaa fuera del árbol nuevamente.
Kaa aparece en la serie precuela Jungle Cubs, donde Jim Cummings le da voz en la versión original. Kaa es visto como un serpentino que todavía está tratando de dominar sus habilidades hipnóticas, aunque es cobarde. Se lo muestra como protagonista a diferencia de la película de 1967, siendo amigable con los otros cachorros.
Kaa regresa en El libro de la selva 2, también con la voz de Cummings en la versión original, y tiene un papel más pequeño que en la primera película. Kaa intenta nuevamente, pero sin éxito, comerse a Mowgli mientras él y Baloo están cantando "The Bare Necessities". Después de quedar malherido involuntariamente por Mowgli, él jura enojado que "nunca más se relacionará con cachorros humanos", hasta que descubre a la amiga humana de Mowgli, Shanti, a quien Kaa hipnotiza e intenta comérsela, pero el hermano adoptivo de Mowgli, Ranjan, lo frustra, provocando que caiga por un acantilado. Shere Khan encuentra a Kaa nuevamente y le pregunta dónde está Mowgli, pero Kaa miente diciendo que Mowgli se dirige hacia el pantano.

#### Película de acción real de 1994
Kaa aparece en la adaptación de acción real de 1994 El libro de la selva: la aventura continúa, como una gran pitón birmana. La mayoría de sus apariciones fueron creadas utilizando animatrónicos e imágenes generadas por computadora, aunque también utilizaron una anaconda entrenada sin nombre.
Kaa es representado como un depredador mucho más amenazante que vive en la Ciudad de los Monos con el Rey Louie, protegiendo el tesoro del orangután de los intrusos. Kaa ataca a Mowgli e intenta ahogarlo en un foso, pero Mowgli lo hiere con una daga, lo que lo obliga a huir en una nube de sangre. Más tarde, Louie convoca a Kaa nuevamente después de que Mowgli derrota al Capitán Boone, y Boone comienza a robar tesoros; Kaa asusta a Boone en el foso, donde el tesoro robado lo hace caer al fondo. Luchando por liberarse, Boone ve los restos esqueléticos de las antiguas víctimas de Kaa antes de ser asesinado por la pitón.

#### Película de acción real/CGI de 2016
Kaa aparece en la adaptación de 2016 de la película de 1967 como una pitón india. Esta versión de Kaa es femenina y tiene la voz de Scarlett Johansson en la versión original en inglés.
Al igual que en la película de 1967, Kaa es una villana que desea hipnotizar y comerse a Mowgli, pero teniendo un papel más menor que en la película animada, teniendo solamente un breve encuentro con Mowgli. Mientras Mowgli está hipnotizado, Kaa revela que vino a vivir a la jungla después de que Shere Khan matara a su padre y Bagheera lo encontrara, luego le describe el poder de la peligrosa "flor roja", el fuego. Kaa intenta devorar a Mowgli, pero Baloo la descubre y lo rescata.
Johansson describió a Kaa en una entrevista como una "ventana al pasado de Mowgli" que usa la narración para seducir y atrapar a Mowgli, y señaló que la forma en que Kaa se mueve es "muy atractiva" y "casi coqueta". Johansson también grabó una nueva versión de "Trust in Me" para la película, diciendo que la canción era "una melodía extraña. Queríamos que fuera una canción de cuna, pero tiene un sonido muy misterioso".

#### Otras apariciones
- Kaa es un personaje utilizado con frecuencia en la franquicia Villanos Disney, usualmente teniendo más presencia que Shere Khan.[4][5][6]
- Kaa tiene varias apariciones a modo de cameo en la serie de televisión House of Mouse. También aparece como uno de los villanos principales en la película directa a video Mickey's House of Villains.
- Aparece en el cortometraje de 2022 Welcome to the Club, con la voz de Dawnn Lewis en la versión original en inglés, siendo uno de los Villanos Disney que se encuentran con Lisa Simpson e intentan convencerla de que ser un villano es más divertido que ser una Princesa Disney. Esta fue la primera vez que el personaje aparece en animación desde El libro de la selva 2. En los créditos finales se le muestra hipnotizando a Homer Simpson.[7]
- Kaa aparece en el videojuego Disney Magic Kingdoms como personaje no jugable en una atracción llamada "Gimnasio de Kaa".[8]
- Kaa aparece como un personaje jugable en el juego para móviles Disney Heroes Battle Mode.[9]
- En el corto de 2023 Once Upon a Studio, se muestra a Kaa hipnotizando a la Vaca Clarabelle, y Mickey Mouse le pide a Kaa que deje de hacerlo, pero Rapunzel aparece y deja inconsciente a Kaa con su sartén. Más tarde se le ve al final en el techo del Roy E. Disney Building para la foto grupal con todos los personajes.[10]

### Otras adaptaciones
- Kaa hace aparición en la película de acción real de 1997 The Second Jungle Book: Mowgli & Baloo, donde en lugar de ser una serpiente que habita en la selva aparece como la pitón hembra mascota del encantador de serpientes Karait.
- En la serie de televisión de animación por computadora de 2010, a Kaa se le da una personalidad más feroz que en los libros, pero al mismo tiempo es amigo y aliado de Mowgli, Bagheera y Baloo.
- En la película de acción real y CGI de 2018 Mowgli: Legend of the Jungle, Kaa (Cate Blanchett) es una pitón india hembra gigantesca con una personalidad tranquila pero intimidante. Es una vidente y tiene escamas grandes de color verde oscuro y amarillo claro. Tiene rasgos faciales más humanos y labios carnosos y voluminosos. Esta versión es una vidente que asume un papel de mentora de Mowgli e incluso le salva la vida en un momento de la película.